# Brian Nash
Brian Philip Nash, född 20 maj 1963 i Liverpool, är en brittisk sångare, låtskrivare, musiker, författare och skådespelare. Han är mest känd som gitarrist och bakgrundssångare i syntpopbandet Frankie Goes to Hollywood.